# Cantone di Le Pont-de-Claix
Il Cantone di Le Pont-de-Claix è una divisione amministrativa dell'Arrondissement di Grenoble.
È stato costituito a seguito della riforma approvata con decreto del 18 febbraio 2014, che ha avuto attuazione dopo le elezioni dipartimentali del 2015.

## Composizione
Comprende i 12 comuni di:
- Brié-et-Angonnes
- Champagnier
- Champ-sur-Drac
- Le Gua
- Herbeys
- Jarrie
- Notre-Dame-de-Commiers
- Le Pont-de-Claix
- Saint-Georges-de-Commiers
- Saint-Paul-de-Varces
- Varces-Allières-et-Risset
- Vif